# Гарджіт Саджан
Гарджіт Сінґ Саджан ([ˈhɑrdʒiːt ˈsɪŋ ˈsædʒən], HAR-jeet SING SAJ-ən; нар. 6 вересня 1970, Пенджаб, Індія) — канадський політик індійського походження, міністр національної оборони Канади з 2015. До свого приходу в політику Саджан працював детективом у поліційному відділі Ванкувера і був підполковником канадської армії. Член Ліберальної партії, Саджан представляє Британську Колумбію від округу Південний Ванкувер у Палаті громад, вступивши на посаду члена парламенту після виборів 2015 року. Він є першим канадським міністром національної оборони Канади сикхського походження а також першим канадцем-сикхом, який командував резервним полком канадської армії.

## Раннє та особисте життя
Саджан народився 6 вересня 1970 року в поважній сикхській сім'ї в селі Бомбелі в окрузі Гошіарпур у Пенджабі, Індія. Його батько Кундан Саджан, був головним констеблем поліції Пенджабу в Індії і в даний час він є членом Всесвітньої організації сикхів (WSO), групи захисту інтересів сикхів. Гарджіт Сінґ разом зі своєю матір'ю та старшою сестрою іммігрував до Канади в 1976 році, коли йому було п'ять років, щоб приєднатися до їхнього батька, який два роки раніше виїхав до Британської Колумбії працювати на тартаку. Поки сім'я призвичаювалась до свого нового життя в Канаді, його мати влітку працювала на ягідних фермах в околицях Ванкувера де Гарджіт та його сестра часто приєднувались до неї. Гарджіт Саджан виріс у Південному Ванкувері.
Гарджіт Саджан одружився з Кульжіт Каур, сімейною лікаркою, у 1996 році, у них є син та дочка Арджун та Джівут.
Саджджан прийняв посвяту як сикх, коли був підлітком, розглядаючи це як спосіб уникнути поганого впливу вулиці.

## Військова та поліційна кар'єра
Саджан вступив до полку Британської Колумбії (герцога Коннота) в 1989 році як військовий десантник, а в 1991 році став офіцером. Зрештою він піднявся до звання підполковника. Упродовж своєї кар'єри він чотири рази вирушав у місії за кордон: один раз до Боснії і Герцеговини та тричі до Афганістану. Саджан був поранений під час служби в Боснії. Саджан розпочав свою 11-річну поліційну кар'єру офіцером поліції Ванкуверу після повернення з боснійської місії. Свою кар'єру він закінчив у відділі поліції Ванкувера на посаді детектива в підрозділі боротьби з організованою злочинністю, що спеціалізувалася на торгівлі наркотиками та розслідуванні діяльності банд.
Перша місія Саджана в Афганістан відбулась незадовго до початку операції «Медуза» в 2006 році, під час якої він взяв відпустку з роботи у відділі боротьби з організованою злочинністю Департаменту поліції Ванкувера. В Афганістані він був у складі 1-го батальйону бойової групи Канадського королівського полку в Кандагарі і працював зв'язковим з афганською поліцією. Саджан виявив, що корупція в уряді Афганістану стимулювала поповнення «Талібану». Доповівши про ці висновки бригадному генералу Девіду Фрейзеру, Саджан отримав доручення внести пропозиції до концептуального плану операції «Медуза».
Фрейзер оцінив ініціативу Саджана під час операції як «без перебільшення, блискучу». Коли Саджан повернувся до Ванкувера, Фрейзер надіслав листа до поліцейського управління, в якому назвав Саджана «найціннішим експертом канадської розвідки у групі військ» і стверджував, що його робота врятувала «безліч життів військових Коаліції» та зазначив, що канадські сили повинні «дослухатись до його порад щодо того, як змінити всю нашу підготовку та архітектуру тактичної розвідки». Саджан був відзначений у рапортах за користь його тактичних знань про боротьбу з повстанцями при плануванні та проведенні неназваної операції у вересні 2006 року за контроль над ключовою територією.
Повернувшись, Саджан пішов зі своєї посади в поліції Ванкувера, але залишився резервістом і розпочав власний консалтинговий бізнес, який навчав канадських та американських військових методам збору розвідувальної інформації. Він також був консультантом американського політичного аналітика та експерта з Афганістану Барнетта Рубіна, який розпочався як листування щодо поглядів Саджана на те, як боротися з афганською торгівлею опіумом, і перетворився на співпрацю в якості радників американських військових та дипломатичних лідерів в Афганістані.
Саджан чергового разу прибув до Афганістану на ротацію в 2009 році, подавши рапорт про ще одну відпустку для виконання військового обовязку з поліції Ванкувера. Вже використавши дві відпустки, Саджджан був змушений покинути відділ поліції Ванкувера для своєї третьої службової поїздки в 2010 році, під час якої він був призначений спеціальним помічником тодішнього генерал-майора Джеймса Л. Террі, командувача американськими силами в Афганістані.
У 2011 році він став першим сикхом, який командував резервним полком канадської армії, коли був призначений командиром полку Британської Колумбії (герцога Коннота).
У 2012 році він був нагороджений медаллю «За заслуги» за зменшення впливу талібів у провінції Кандагар. Він також був нагороджений канадською медаллю «За миротворчау службу» нагородженою орденом "За військові заслуги ", і був помічником лейтенант-губернатора Британської Колумбії.
Його вірування сикхів вимагало від нього не голитися, що перешкоджає використанню звичайних військових протигазів, тому Саджян винайшов власний протигаз, який захищав його з бородою, і запатентував його в 1996 році.

## Політична кар'єра

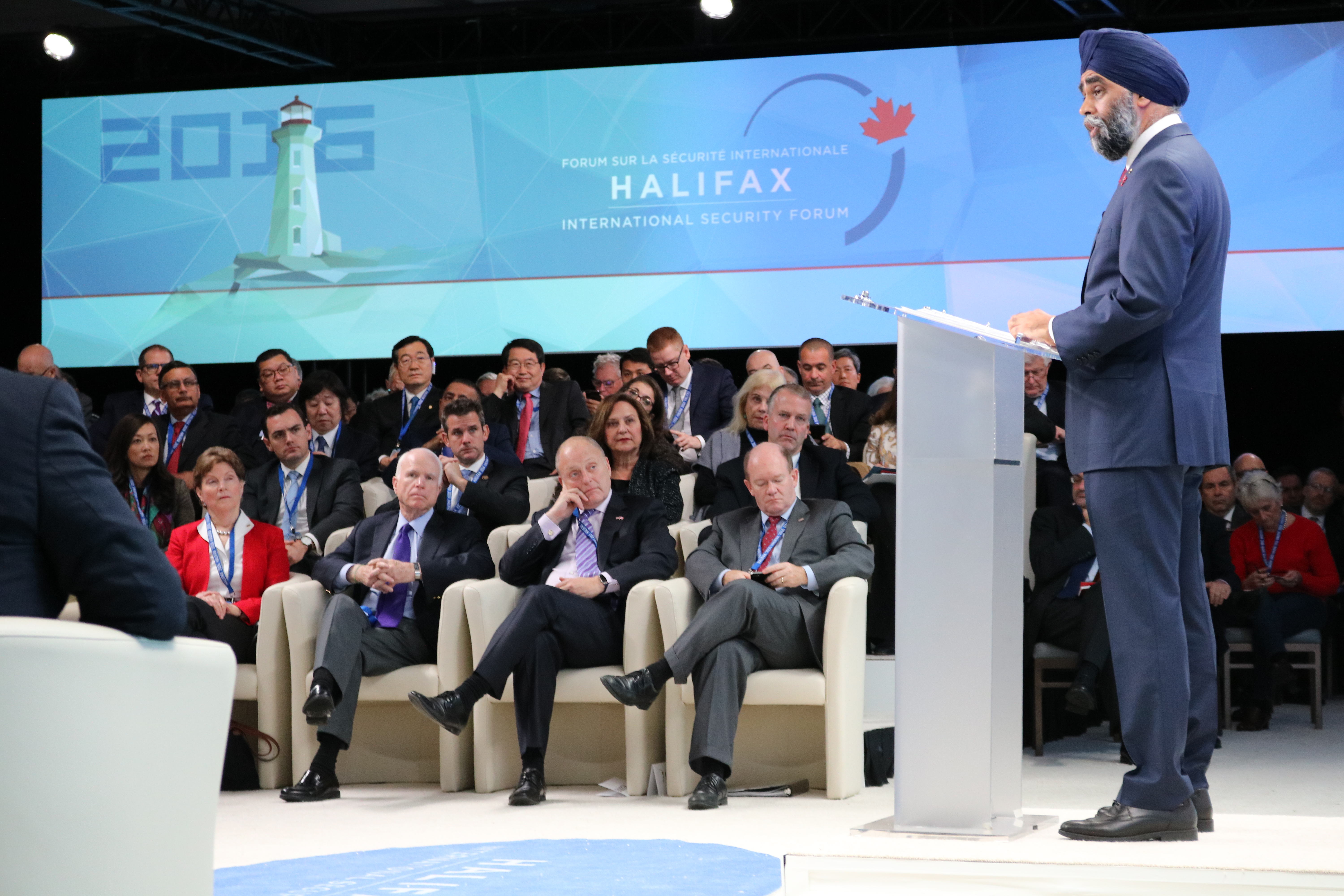
Саджан виступає на Міжнародному форумі з безпеки в Галіфаксі в 2016 році

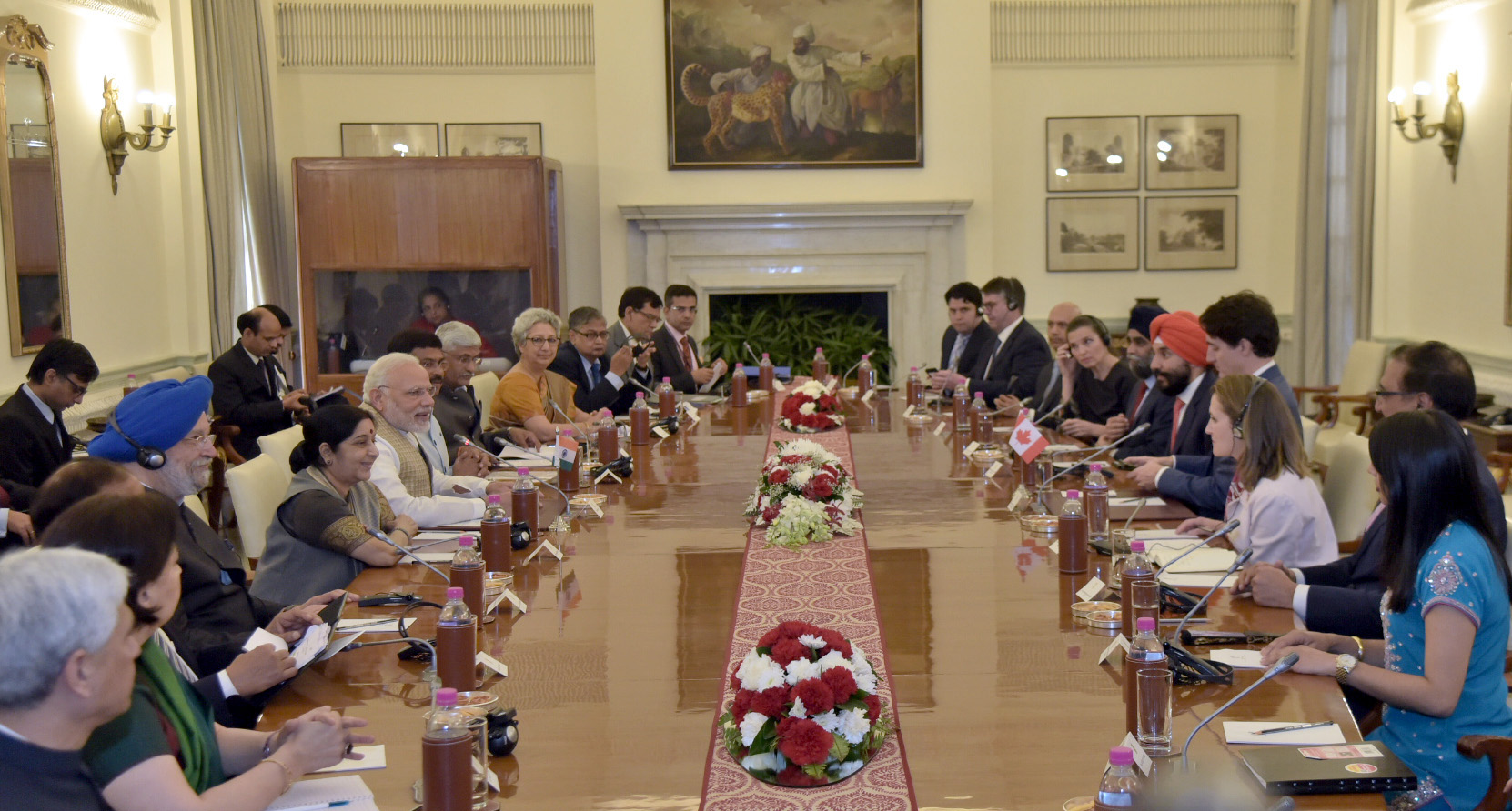
Саджан та інші члени кабінету Трюдо з прем'єр-міністром Індії Нарендрою Моді в лютому 2018 року

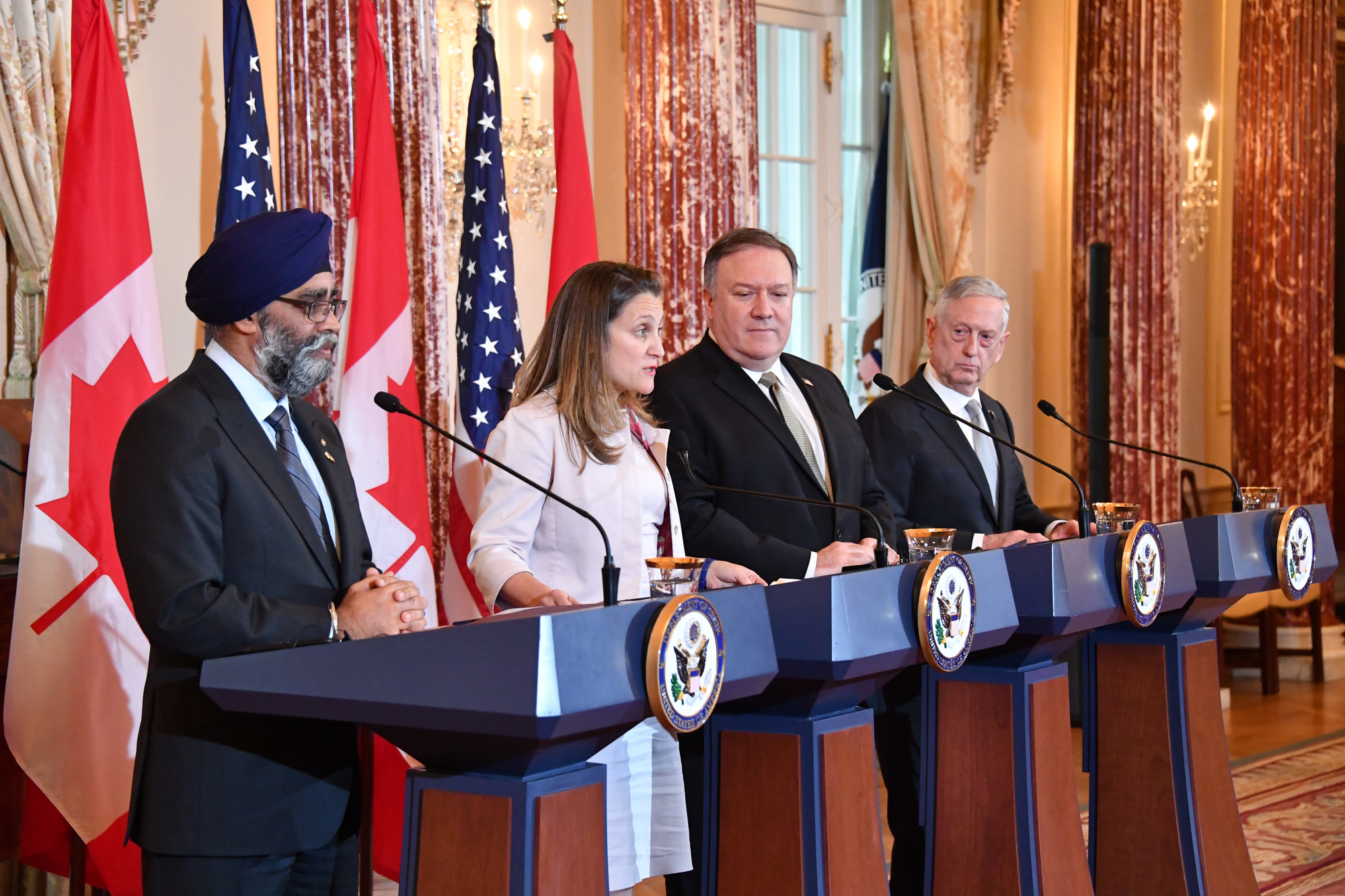
Саджан з Христею Фріланд та державним секретарем США Майком Помпео і міністром оборони США Джеймсом Маттісом у грудні 2018 року

Саджан був обраний від округу південнога Ванкувера під час федеральних виборів 2015 року, перемігши діючу депутатку від консерваторів Вей Янґ. Саджан був призначений міністром національної оборони у федеральному Кабінеті міністрів, очолюваному Джастіном Трюдо, 4 листопада 2015 р.. Він також короткочасно виконував обов'язки міністра у справах ветеранів у лютому 2019 року після відставки Джоді Вілсон-Рейболд аж до призначення Лоренса Маколея.
Звинувачення у нібито зв'язках з рухом Халістан спричинили дипломатичні тертя з головним міністром Пенджабу Амаріндером Сінґгом. Гарджіт Саджан також зазнав звинувачень від Нової демократичної партії (НДП), що він «не використав своїх зв'язків [щоб захистити] затриманого під час бойових дій в Афганістані, коли передані канадцями полонені зазнали катувань від афганських властей».
У вересні 2019 року Саджджан відвідав захід, який відбувся з нагоди святкування 70-ї річниці заснування Китайської народної республіки, за що згодом його критикували консерватори. Прес-секретар Саджана заявив, що він виступав у ролі депутата від свого округу і не затримався надовго.
Джастін Трюдо підтримав Саджяна супроти закликів опозиції, які вимагали його відставки. Нерезультативний вотум недовіри Саджану був висунутий Консервативною партією Канади в Палаті громад.

## Контакти з Україною
Гарджіт Саджан представляв Канаду на інавгурації Володимира Зеленського в травні 2019 року. Канадський міністр оборони зустрічався з Зеленським і пізніше, на українській бізнес-конференції в Торонто в липні 2019 року, а раніше у 2017 році він разом із Христею Фріланд підтримав продовження канадської військової місії UNIFIER в Україні, чим виткликав невдоволені коментарі Кремля.

## Відзнаки та нагороди
Під час і після своєї військової кар'єри Саджан отримав відзнаки та нагороди.
| Стрічка | Опис                                             | Примітки                                                                |
| </img>  | Орден військової заслуги (ОММ)                   | - Офіцер 17 жовтня 2012 року - Вкладено 20 червня 2014 року -           |
| </img>  | Медаль «За бездоганну службу» (МСМ)              | - Присуджено 22 серпня 2012 року - Військова дивізія                    |
| </img>  | Медаль «За службу в Південно-Західній Азії»      | - З застібкою «АФГАНІСТАН»                                              |
| </img>  | Зірка загальної кампанії                         | - Стрічка Південно-Західної Азії - 2 поворотні смуги                    |
| </img>  | Згаданий у рапортах                              | - Присуджено 4 червня 2008 року                                         |
| </img>  | Медаль НАТО за службу                            | - Колишня Югославія                                                     |
| </img>  | Медаль Канадської миротворчої служби             |                                                                         |
| </img>  | Золота ювілейна медаль королеви Єлизавети II     | - 2002 рік - Як подарунок Її Величності Єлизавети II, королеви Канади - |
| </img>  | Діамантова ювілейна медаль королеви Єлизавети II | - 2012 рік - Як подарунок Її Величності Єлизавети II, королеви Канади - |
| </img>  | Відзнака Канадських збройних сил (CD)            | - 1 застібка                                                            |
| </img>  | Похвальна медаль                                 | - Від міністра оборони Сполучених Штатів Америки                        |
|         | Відзнака начальника Генерального штабу           |                                                                         |
|         | Премія заступника міністра                       | - Від Міністерства національної оборони                                 |